# Technologiczność konstrukcji
Technologiczność konstrukcji – zespół cech konstrukcyjnych określonego przedmiotu umożliwiających łatwe wykonanie go w danych warunkach produkcyjnych. 
O technologiczności konstrukcji decydują informacje przekazywane wytwórcy przez konstruktora, głównie za pomocą rysunku technicznego. Informacje te dotyczą materiałów wyjściowych, ich wymiarów, rodzaju zastosowanych półfabrykatów, kształtu i wymiarów gotowych przedmiotów oraz ich dokładności, jakości powierzchni, twardości itp. Konstruktor podając te informacje, powinien uwzględnić nie tylko wymagania wynikające z zadań, jakie ma spełnić konstruowany przedmiot (np. element maszyny, maszyna), ale również wymagania wynikające z warunku technologiczności konstrukcji. Dlatego więc należy przewidzieć optymalny w danym przypadku materiał i proces technologiczny, jaki będzie zastosowany przy wytwarzaniu konstruowanego przedmiotu.
Technologiczność konstrukcji można zdefiniować jako właściwość konstrukcji zapewniająca uzyskanie przy określonej wielkości produkcji, wymaganych właściwości wyrobu przy minimalnych kosztach wytwarzania w danych określonych warunkach produkcji. Z dwóch konstrukcji tej samej maszyny lub urządzenia spełniających założenia konstrukcyjne, ta będzie bardziej technologiczna, która zapewni w określonych warunkach produkcyjnych mniejsze koszty wytwarzania. Najlepsze jest takie rozwiązanie, kiedy już na etapie powstawania konstrukcji następuje ścisła współpraca między konstruktorem a technologiem.
Ocena poziomu technologiczności danej konstrukcji powinna dotyczyć:
- normalizacji i unifikacji części i zespołów;
- racjonalnego doboru materiałów;
- właściwego zaprojektowania części dla racjonalnego kształtowania półfabrykatów;
- racjonalnego kształtowania części ze względu na obróbkę bezwiórową, wiórową i montaż.